# LaLa
『LaLa』（ララ）は、白泉社の発行する少女向け漫画雑誌。毎月24日発売。キャッチコピーは「バラエティに富んだ パワーあふれるコミック誌」。版型はB5判。

## 歴史

### 創刊
1974年に『花とゆめ』を創刊させ、当時同誌の編集長であった小長井信昌は、同誌を軌道に乗せることに成功した。小長井はその「次なるプロジェクト」として、1976年7月に隔月刊誌として本誌を創刊。創刊号は山岸凉子の「花の精たち」というイラストが表紙を飾った。創刊時の表紙について、成田美名子は「枠の中に入っていて、すごくおしゃれ。当時はこういうデザインがなかったので、すごく新鮮」だと語っている。創刊号には美内すずえ、和田慎二、木原としえ、萩尾望都、竹宮恵子、倉多江美、三原順などの漫画家の作品が掲載された。
創刊当時の誌名は『花とゆめ LaLa』であり、価格は260円。初代編集長は小長井信昌が務めた。キャッチフレーズは「ビューティフルなまんが雑誌」であった。創刊号は24万8千部で、売行きは97.3パーセントという驚異の数字であったため、売り切れる店が続出したという。

### 1970年代
創刊からちょうど1年後の1977年7月に同年9月号をもって月刊化され、誌名も『LaLa』へと変更された。それから1年の間、表紙を萩尾望都が担当した。本誌は「花とゆめよりも高い年齢層をカバーする少女マンガ誌」という位置づけであった。
コミックナタリーによると、このころの主な作品に三原順の『ルーとソロモン』、和田慎二の『あさぎ色の伝説』、木原敏江の『摩利と新吾』、美内すずえの『黒百合の系図』、大島弓子の『綿の国星』、青池保子の『Z -ツェット-』、坂田靖子の『バジル氏の優雅な生活』などがある。
1979年7月、初の増刊号である『LaLa2月大増刊』が刊行される。

### 1980年代
女子漫画研究家の小田真琴によると、初期の本誌は24年組が支えていた。例として山岸凉子の『日出処の天子』や大島弓子の『綿の国星』を挙げている。編集長の小長井は、集英社で『別冊マーガレット』の編集者として活動し、同誌で鈴木光明たちと創設した「マンガスクール」での経験を活かし、「白泉社でも新人の発掘・育成に力を入れて」いた。それにより、本誌から成田美名子、森川久美、ひかわきょうこ、樹なつみ、清水玲子などがデビューを果たす。
1980年代には『別冊LaLa SUMMER』をはじめとした増刊を多く刊行。「一つのマンガ誌が成功すると、それに付随して、別冊、増刊類の雑誌群、そしてコミックスのような単行本群が、比較的容易に出せるうまみと利点がある」という考えを持つ小長井によると、「グループの知名度も上り、かつマンガ家の活躍の場を作り、また有望作家や新人を他誌、他社にとられぬよう確保、維持する」目的のためであった。
コミックナタリーによると、このころの主な作品に山岸凉子の『日出処の天子』、成田美名子の『CIPHER』、吉田秋生の『櫻の園』、なかじ有紀の『小山荘のきらわれ者』、安孫子三和の『みかん・絵日記』、清水玲子の『月の子 MOON CHILD』、樹なつみの『花咲ける青少年』などがある。1984年には『綿の国星』が劇場アニメ化されている。

### 1990年代
コミックナタリーによると、このころの主な作品にやまざき貴子の『っポイ!』、ひかわきょうこの『彼方から』、清水玲子の『輝夜姫』、樹なつみの『八雲立つ』、猫山宮緒の『今日もみんな元気です』、森生まさみの『おまけの小林クン』、平井摩利の『火宵の月』、津田雅美の『彼氏彼女の事情』、マツモトトモの『キス』、田中メカの『お迎えです。』などがある。
1990年代には吉田秋生の『櫻の園』、安孫子三和の『みかん・絵日記』、津田雅美の『彼氏彼女の事情』、やまざき貴子の『っポイ!』がメディアミックス化されている。

### 2000年代
2001年に創刊25周年を迎える。その記念に「LaLa25★25 SUMMER FESTIVAL」が企画され、原画展などを開催。2004年、創刊28周年を記念して、本誌初となるドラマCDが付属される。『桜蘭高校ホスト部』、『彼氏彼女の事情』、『美女が野獣』、『めるぷり メルヘン☆プリンス』、『おまけの小林クン』のボイスドラマが収録された。2007年、30周年を記念して、立正大学大崎キャンパスにて、イベント「ララ学園☆夏祭り」を開催。
コミックナタリーによると、このころの主な作品に水野十子、ルビーパーティーによる『遙かなる時空の中で』、葉鳥ビスコの『桜蘭高校ホスト部』、呉由姫、ルビーパーティーによる『金色のコルダ』、樋野まつりの『ヴァンパイア騎士』、にざかなの『4ジゲン』、藤原ヒロの『会長はメイド様!』、あきづき空太の『赤髪の白雪姫』、緑川ゆきの『夏目友人帳』、原作：有川浩、弓きいろによる『図書館戦争 LOVE&WAR』、可歌まとの『狼陛下の花嫁』、時計野はりの『学園ベビーシッターズ』などがある。
2000年代には宇野亜由美の『オコジョさん』、葉鳥ビスコの『桜蘭高校ホスト部』、樹なつみの『獣王星』、樋野まつりの『ヴァンパイア騎士』、緑川ゆきの『夏目友人帳』、吉田秋生の『櫻の園』、樹なつみの『花咲ける青少年』がメディアミックス化されている。

### 2010年代以降
2011年、創刊35周年を記念して、新宿駅コンコースのメトロプロムナード壁面にて、本誌歴代35作品のポスターを掲示。2016年7月23日から8月2日まで、創刊40周年を記念して原画展「美しい少女まんがの世界」を開催。2018年より本誌の電子版配信が開始。
コミックナタリーによると、このころの主な作品に天乃忍の『ラストゲーム』、池ジュン子の『水玉ハニーボーイ』、斎藤けんの『天堂家物語』、縞あさとの『君は春に目を醒ます』、林みかせの『マリッジパープル』、冬夏アキハルの『転生悪女の黒歴史』などがある。
2010年代には藤原ヒロの『会長はメイド様!』、葉鳥ビスコの『桜蘭高校ホスト部』、あきづき空太の『赤髪の白雪姫』、田中メカの『お迎えです。』、時計野はりの『学園ベビーシッターズ』がメディアミックス化されている。
単行本は、白泉社の総合レーベル「花とゆめコミックス」より刊行されており、「白泉社文庫」にも収録されている作品もある。

## 特徴

### 創刊ごろ
誌名について、「多くの読者に愛されるよう、親しみやすい」名称にするために4つの由来がある。姓名判断より「外国の女の子の名前」、「口ずさみやすく馴染みの深い「歌声」」、「『ドクトル・ジバゴ』のヒロインの名前」より「名作」、「当時のフランスの少女たちにポピュラーな人形の名前」より「かわいい人形」の4つ。
初代編集長の小長井信昌によると、創刊時は『花とゆめ』よりやや上の読者層で「マンガ読みのための雑誌」を想定していた。しかし小長井のコンセプトである「オタクとかマニア向に偏しない、『わかりやすくおもしろい』という、マンガへのかねての私の持論は絶対外さないように」していた。編集長の佐藤一哉は、小長井は創刊時に過去に編集長を務めていた雑誌の『別冊マーガレット』とは異なる「ドラマ性をもった作品」を制作し、「懐の深い雑誌であろうという意志」があったと思うと話している。
マンガ研究者のヤマダトモコによると、創刊ごろの本誌は「当時注目の漫画家がほかの雑誌では描けない作品をLaLaで描く」といった様子で「新しいことをしている雑誌という印象」であった。「少女マンガの世界が恋愛一辺倒みたいになっていたころに、それとは違うタイプの作品がたくさん載っていた」と語っている。

### 誌風
編集長を務める佐藤一哉によると、本誌や『花とゆめ』には「代々引き継がれている何か」はないが、「学園が舞台の恋愛マンガ以外を読みたいと思っている読者の受け皿になりたい」という気風が受け継がれており、「雑多性の強い雑誌」である。
ライターの立花ももは、本誌に夢中になる理由として「恋愛一辺倒」ではなく、「物語の枠組みを重視している」点を挙げている。立花によると、本誌や『花とゆめ』は「王道の設定を著者の好みで自在にアレンジしていくもの」や「フェチ性の強い作品」が多く見られる。

## 歴代編集長
- 小長井信昌（1976年（創刊[6]） - ）
- 井手優美[12]
- 鈴木浩介（ - 2021年[13]）
- 佐藤一哉（2021年6月[1] - ）

## 現在の掲載作品
2025年8月号現在。
| 作品名                       | 作者（作画） | 原作者など                                    | 開始号       | 備考                |
| ---------------------------- | ------------ | --------------------------------------------- | ------------ | ------------------- |
| 夏目友人帳                   | 緑川ゆき     | －                                            | 2007年9月号  | 『LaLa DX』から移籍 |
| 学園ベビーシッターズ         | 時計野はり   | －                                            | 2009年11月号 |                     |
| 赤髪の白雪姫                 | あきづき空太 | －                                            | 2011年11月号 | 『LaLa DX』から移籍 |
| 可愛いたぬきも楽じゃない     | 河口けい     | －                                            | 2017年5月号  |                     |
| 天堂家物語                   | 斎藤けん     | －                                            | 2018年2月号  | 『LaLa DX』から移籍 |
| 転生悪女の黒歴史             | 冬夏アキハル | －                                            | 2018年10月号 |                     |
| 末永くよろしくお願いします   | 池ジュン子   | －                                            | 2020年5月号  |                     |
| 婚約者は溺愛のふり           | 仲野えみこ   | －                                            | 2021年11月号 |                     |
| それでも弟は恋したがる       | 林みかせ     | －                                            | 2022年4月号  |                     |
| 帝国の恋嫁                   | 可歌まと     | －                                            | 2022年5月号  |                     |
| 春夏秋冬代行者 春の舞        | 小松田なっぱ | 暁佳奈（原作） スオウ（キャラクターデザイン） | 2022年9月号  |                     |
| 死に戻り令嬢のルチェッタ     | 天乃忍       | －                                            | 2022年11月号 |                     |
| 推しがアシスタントに来た話   | かりね。     | 河口けい（原作）                              | 2024年1月号  |                     |
| ウチの万李がお世話になります | 海道ちとせ   | －                                            | 2024年4月号  |                     |
| 汐風と竜のすみか             | 縞あさと     | －                                            | 2024年12月号 |                     |
| そのメイド、危険につき       | マコト       | －                                            | 2025年1月号  |                     |
| 機械じかけのマリー+          | あきもと明希 | －                                            | 2025年6月号  |                     |
| 昏姫と恋烏                   | 大宙晃       | －                                            | 2025年6月号  |                     |
| 空の中 自衛隊三部作シリーズ  | 弓きいろ     | 有川ひろ（原作）                              | 2025年7月号  |                     |

## 過去の掲載作品

### あ行
- あぁ愛しの番長さま（藤方まゆ）
- アイドルDTI（冬夏アキハル）
- あかく咲く声（緑川ゆき）
- あかのたち（海道ちとせ）：2022年8月号[24] - 2023年9月号[25]
- アプリボーイズ（屋丸やす子）
- アルトの声の少女（篠有紀子）
- 生贄のすゝめ（夢木みつる）：2024年3月号[26] - 2025年7月号[23]
- 一清&千沙姫シリーズ（柳原望）
- 一万十秒シリーズ（倉多江美）
- インナーカルテット（かわみなみ）
- with!!（斎藤けん）
- うえぽん（いしかわじゅん）
- うそカノ（林みかせ）
- ウラカタ!!（葉鳥ビスコ）
- 英会話スクールウォーズ（マツモトトモ）
- エイリアン通り（成田美名子）
- eensy-weensy モンスター（津田雅美）
- お池にはまってプリンセス（木村晃子）
- 王様ゲーム（水野十子）
- 桜蘭高校ホスト部（葉鳥ビスコ）
- 狼陛下の花嫁（可歌まと）
- オガッツ!（平井摩利）
- 推したいしております。（しちみ）：2024年6月号[27] - 2025年4月号[28]
- お嬢、お目覚めの時間です（樫八重子）：2021年3月号 - 2021年6月号、2021年9月号 - 2021年12月号[29]
- OZ（樹なつみ）
- お兄ちゃんと一緒（時計野はり）
- おまけの小林クン（森生まさみ）
- お迎えです。第2シリーズ（田中メカ）

### か行
- ガートルードのレシピ（草川為）
- 会長はメイド様!（藤原ヒロ）
- 彼方から（ひかわきょうこ）
- かたつむり前線（藤川佳世）
- 金なる恋は後宮で（白藤圭）：2024年7月号[30] - 2024年10月号[31]
- 彼氏彼女の事情（津田雅美）
- 輝夜姫（清水玲子）
- 火宵の月（平井摩利）
- 機械じかけのマリー（あきもと明希）：2020年8月号 - 2023年8月号[32]
- キス（マツモトトモ）
- 君のコトなど絶対に（田中メカ）
- 君は春に目を醒ます（縞あさと）：2017年7月号 - 2022年1月号[33]
- 今日もみんな元気です（猫山宮緒）
- 金色のコルダ（呉由姫、原案：ルビー・パーティー）
- 銀の勇者（渡辺祥智）
- グレイテストな私達（わかつきめぐみ）
- 黒のもんもん組（猫十字社）
- 幻影奇譚（いなだ詩穂）
- 恋だの愛だの〜君は僕の太陽だ〜（辻田りり子）：2024年1月号[18] - 2025年4月号[28]
- ご近所の博物誌（わかつきめぐみ）
- この凶愛は天災です（夢木みつる）：2020年4月号 - 2022年7月号[34]
- 小山荘のきらわれ者（なかじ有紀）

### さ行
- 斎王寺兄弟に困らされるのも悪くない（晴海ひつじ）
- CIPHER（成田美名子）
- 櫻の園（吉田秋生）
- 砂漠のハレム（夢木みつる）
- 塩の街 自衛隊三部作シリーズ（弓きいろ、原作：有川ひろ）：2021年10月号 - 2024年11月号[35]
- ZIG☆ZAG（なかじ有紀）
- 執事と主は結ばれません（角野ユウ）
- シニカル・ヒステリー・アワー（玖保キリコ）
- シャンペン・シャワー（かわみなみ）
- 獣王星（樹なつみ）
- 18だからと娶られましても（樫八重子）：2022年6月号[36] - 2022年9月号
- 知らない国の物語（川瀬夏菜）
- スイートバニラビーンズ（八神星子）
- ストロベリ－・エッセイ（篠有紀子）
- セーラー服にお願い!（田中メカ）
- 千年の雪（葉鳥ビスコ）
- So What?（わかつきめぐみ）

### た行
- 黄昏シティ・グラフィティ（星崎真紀）：1981年11月号[37] - 1984年9月号[37]
- ダンキラ!!! アドレナリンバースト（樫八重子、原作：コナミデジタルエンタテインメント）
- ちょっと江戸まで（津田雅美）
- Z－ツェット－（青池保子）
- 月の咬み痕（彫深眉子）：2024年5月号[38] - 2024年8月号[39]
- 月の子 MOON CHILD（清水玲子）：1988年10月号[40] - 1992年12月号[41]
- 月は東に日は西に（わかつきめぐみ）
- っポイ!（やまざき貴子）
- デーモン聖典（樹なつみ）
- 天然パールピンク（田中メカ）
- 朱鷺色三角（樹なつみ）
- 図書館戦争 LOVE&WAR 別冊編（弓きいろ、原作：有川浩）
- となりのクロガネ先生（菅谷チヨ）：2022年1月号[33] - 2022年4月号
- 隣のDOUBLE（なかじ有紀）
- 隣はSCRAMBLE（なかじ有紀）
- とらわれの身の上（樋野まつり）
- トロピカル半次郎（高口里純）

### な行
- 撫子は恋で死にたい（夢衣）：2023年3月号[42] - 2023年11月号
- 南京路に花吹雪（森川久美）
- NATURAL（成田美名子）
- ぬいに恋していいですか？（屋丸やす子）：2023年10月号[43] - 2024年7月号[44]

### は行
- 保健室の影山くん(天乃忍)
- ラブラブミッチー（高野まさこ）
- ハイスクール・オーラバスター（杜真琴、原作：若木未生）
- 化け狐の忠心（清音圭）：2023年4月号[45] - 2023年11月号
- 伯爵と呼ばれた男（高口里純）
- バジル氏の優雅な生活（坂田靖子）
- 遙かなる時空の中で（水野十子）
- 八葉さんが行く!（カネチクヂュンコ）
- 美女が野獣（マツモトトモ）
- ハッスルで行こう（なかじ有紀）
- パッション・パレード（樹なつみ）
- 鳩子さんは時々魔法少女（可歌まと）
- 花咲ける青少年（樹なつみ）
- ハルマゲドンシリーズ（山田ミネコ）
- ヴァンパイア騎士（樋野まつり）
- ビーナスは片想い（なかじ有紀）
- B.B.Joker（にざかな）
- ピエロ（赤座ひではる）
- 日出処の天子（山岸凉子）
- 姫君は騎士団長（屋丸やす子）
- ビューティー ハニー（マツモトトモ）
- funfun工房（渡辺祥智）
- フェアリー・マスター（橘裕）
- 不協和音ラプソディ（わかつきめぐみ）
- BRAN-NEW（なかじ有紀）
- フレッシュグリーンの季節（篠有紀子）
- ペンギン革命（筑波さくら）
- ほいきた!りんご組（江咲桃恵）
- ぼくらはみんな高血圧! オコジョさん（宇野亜由美）

### ま行
- まいりましたと言わせたい（あきもと明希）：2024年2月号[46] - 2025年5月号[47]
- 魔術使いシド&リドシリーズ（木々）
- 魔女と使い魔様（藤代千鶴）：2021年6月号 - 2021年9月号、2022年1月号[33] - 2022年4月号 ※集中連載→連載化[33]
- まり子闘争（かわみなみ）
- マリッジパープル（林みかせ）：2018年9月号 - 2021年10月号
- 摩利と新吾（木原敏江）
- マリはハッピーエンドでお願いします（晴海ひつじ）
- みかん絵日記（安孫子三和）
- 水玉ハニーボーイ（池ジュン子）
- みき&ユーティ（成田美名子）
- ミミズクと夜の王（鈴木ゆう、原作：紅玉いづき）：2020年11月号 - 2022年8月号[24]
- 目隠しの国（筑波さくら）
- めるぷり メルヘン☆プリンス（樋野まつり）
- もしかしてヴァンプ（橘裕）
- モモの医術史（ネーム原作：猶本三羽、作画：淺野のん）2023年2月号 - 2024年4月号[19]

### や行
- 八雲立つ（樹なつみ）
- ユキは地獄に堕ちるのか（藤原ヒロ）
- 4ジゲン（にざかな）：2005年7月号 - 2021年9月号
- 嫁姑教室（柏屋キクゾー）

### ら行
- らぶ・ちょっぷ!（森生まさみ）
- ラブラブミッチー（高野まさこ）
- ラストゲーム (天乃忍)
- リバース×リバース（天乃忍）：2020年3月号 - 2021年11月号
- 龍皇の影姫（大宙晃）：2021年9月号 - 2021年12月号、2022年2月号 - 2023年10月号[43]
- 竜の眠る星（清水玲子）
- 龍の花わずらい（草川為）
- 劉備徳子は静かに暮らしたい（仲野えみこ）
- 菩提樹寮のアリア〜金色のコルダシリーズ〜 （呉由姫、原案：ルビー・パーティー）
- ルーとソロモン（三原順）

### わ行
- 綿の国星（大島弓子）

## 映像化作品
コミカライズを除くオリジナル作品に限る。

### 劇場アニメ
| 作品                         | 公開年          | 原作       | アニメーション制作 | 備考 |
| ---------------------------- | --------------- | ---------- | ------------------ | ---- |
| 綿の国星                     | 1984年          | 大島弓子   | 虫プロダクション   |      |
| シニカル・ヒステリー・アワー | 1988年 - 1989年 | 玖保キリコ | グループ・タック   |      |

### 実写映画
| 作品             | 公開年 | 原作       | 監督   | 備考 |
| ---------------- | ------ | ---------- | ------ | ---- |
| 櫻の園           | 1990年 | 吉田秋生   | 中原俊 |      |
| 櫻の園           | 2008年 | 吉田秋生   | 中原俊 |      |
| 桜蘭高校ホスト部 | 2012年 | 葉鳥ビスコ | 韓哲   |      |

### テレビアニメ
| 作品                 | 放送年                 | 原作         | アニメーション制作 | 備考                                                   |
| -------------------- | ---------------------- | ------------ | ------------------ | ------------------------------------------------------ |
| みかん・絵日記       | 1992年                 | 安孫子三和   | 日本アニメーション | テレビアニメのタイトルは『みかん絵日記』               |
| 彼氏彼女の事情       | 1998年                 | 津田雅美     | GAINAX、J.C.STAFF  |                                                        |
| オコジョさん         | 2001年                 | 宇野亜由美   | RADIX              | テレビアニメのタイトルは『しあわせソウのオコジョさん』 |
| 桜蘭高校ホスト部     | 2006年                 | 葉鳥ビスコ   | ボンズ             |                                                        |
| 獣王星               | 2006年                 | 樹なつみ     | ボンズ             |                                                        |
| ヴァンパイア騎士     | 2008年（第1期、第2期） | 樋野まつり   | スタジオディーン   |                                                        |
| 夏目友人帳           | 2008年（第1期）        | 緑川ゆき     | ブレインズ・ベース |                                                        |
| 夏目友人帳           | 2009年（第2期）        | 緑川ゆき     | ブレインズ・ベース | テレビアニメのタイトルは『続 夏目友人帳』              |
| 夏目友人帳           | 2011年（第3期）        | 緑川ゆき     | ブレインズ・ベース | テレビアニメのタイトルは『夏目友人帳 参』              |
| 夏目友人帳           | 2012年（第4期）        | 緑川ゆき     | ブレインズ・ベース | テレビアニメのタイトルは『夏目友人帳 肆』              |
| 夏目友人帳           | 2016年（第5期）        | 緑川ゆき     | 朱夏               | テレビアニメのタイトルは『夏目友人帳 伍』              |
| 夏目友人帳           | 2017年（第6期）        | 緑川ゆき     | 朱夏               | テレビアニメのタイトルは『夏目友人帳 陸』              |
| 夏目友人帳           | 2024年（第7期）        | 緑川ゆき     | 朱夏               | テレビアニメのタイトルは『夏目友人帳 漆』              |
| 花咲ける青少年       | 2009年                 | 樹なつみ     | ぴえろ             |                                                        |
| 会長はメイド様!      | 2010年                 | 藤原ヒロ     | J.C.STAFF          |                                                        |
| 赤髪の白雪姫         | 2015年                 | あきづき空太 | ボンズ             |                                                        |
| 学園ベビーシッターズ | 2018年                 | 時計野はり   | ブレインズ・ベース |                                                        |
| 転生悪女の黒歴史     | 2025年                 | 冬夏アキハル | スタジオディーン   |                                                        |
| 機械じかけのマリー   | 2025年                 | あきもと明希 | ゼロジー、リーベル |                                                        |

### OVA
| 作品     | 発売年 | 原作     | アニメーション制作 | 備考 |
| -------- | ------ | -------- | ------------------ | ---- |
| OZ       | 1992年 | 樹なつみ | マッドハウス       |      |
| 八雲立つ | 1997年 | 樹なつみ | スタジオぴえろ     |      |
| 火宵の月 | 1998年 | 平井摩利 | フォーサム         |      |

### テレビドラマ
| 作品             | 放送年 | 原作         | 備考                                     |
| ---------------- | ------ | ------------ | ---------------------------------------- |
| っポイ!          | 1999年 | やまざき貴子 |                                          |
| 桜蘭高校ホスト部 | 2011年 | 葉鳥ビスコ   |                                          |
| お迎えです。     | 2016年 | 田中メカ     | テレビドラマのタイトルは『お迎えデス。』 |

## 新人賞
アテナ大賞
1976年7月に、新人漫画賞である「アテナ大賞」（後の「白泉社アテナ新人大賞」）が『花とゆめ』との共催で新設。初回は水野英子が審査委員長、山岸凉子、美内すずえ、和田慎二、『LaLa』編集長が審査委員を務めた。同賞は1976年から2012年まで開催され、2013年以降は「白泉社少女まんが新人大賞」としてリニューアルされた。受賞作品は開催の翌年2月号に掲載される。
ララまんが家スカウトコース
新人賞として、毎月開催される「ララまんが家スカウトコース」を主宰。LMSと呼ばれる「ララまんが家スカウトコース」は「プロの少女まんが家育成を目的」とした賞で、編集長と編集部員により審査される。
ララまんがグランプリ
4月、8月、12月に開催される「ララまんがグランプリ」は、「プロの少女漫画家になるために設立された漫画賞」である。LMGと呼ばれる。
ララまんがスクール
かつて主宰されていた漫画賞。
ラララボ！1dayハイスピードマンガ賞
マンガ投稿サイトの「マンガラボ！」とともに開催される漫画賞。第1回は2019年10月27日、第2回は2020年5月24日、第3回は2020年11月29日、第4回は2021年8月9日に開催。「1日限定で投稿を受け付け、最終結果が1週間後に発表される」ことが特徴で、1本以上グランプリ受賞者が確約され、LaLa編集部よりデビューとなる。大賞受賞作品は本誌または『LaLaDX』に掲載される。

## 発行部数
- 1978年6月：公称30万部[66]
- 1979年7月：公称30万部[67]
- 1980年7月：公称30万部[68]
- 1981年9月：公称30万部[69]
- 1982年12月：公称400,000部[70]
- 1984年4月：公称450,000部[71]
- 1985年3月：公称450,000部[72]
- 1986年3月：公称350,000部[73]
- 1987年3月：公称350,000部[74]
- 1988年3月：公称350,000部[75]
- 1989年2月：公称380,000部[76]
- 1990年2月：公称380,000部[77]
- 1991年2月：公称380,000部[78]
- 1991年4月 - 1992年3月：公称380,000部[79]
- 1992年4月 - 1993年3月：公称380,000部[80]
- 1993年4月 - 1994年3月：公称380,000部[81]
- 1996年1月 - 12月：推定21万部[82]
- 1997年1月 - 12月：推定20万部[83]
- 1998年1月 - 12月：推定22万部[84]
- 1999年1月 - 12月：推定23万部[85]
- 2000年1月 - 12月：推定20万部[86]
- 2003年9月1日 - 2004年8月31日：166,750部[87]
- 2004年9月1日 - 2005年8月31日：173,583部[87]
- 2005年9月1日 - 2006年8月31日：171,750部[87]
- 2006年9月1日 - 2007年8月31日：170,833部[87]
- 2007年10月1日 - 2008年9月30日：173,750部[87]
- 2008年10月1日 - 2009年9月30日：178,667部[87]
- 2009年10月1日 - 2010年9月30日：169,542部[87]
- 2010年10月1日 - 2011年9月30日：160,250部[87]
- 2011年10月1日 - 2012年9月30日：155,950部[87]
- 2012年10月1日 - 2013年9月30日：144,609部[87]
- 2013年10月1日 - 2014年9月30日：137,934部[87]
- 2014年10月1日 - 2015年9月30日：130,359部[87]
- 2015年10月1日 - 2016年9月30日：126,500部[87]
- 2016年10月1日 - 2017年9月30日：120,675部[87]
- 2017年10月1日 - 2018年9月30日：106,250部[87]
- 2018年10月1日 - 2019年9月30日：101,250部[87]
- 2019年10月1日 - 2020年9月30日：86,125部[87]
- 2020年10月1日 - 2021年9月30日：78,200部[87]
- 2021年10月1日 - 2022年9月30日：65,083部[87]
- 2022年10月1日 - 2023年9月30日：58,042部[87]
- 2023年10月1日 - 2024年9月30日：51,708部[87]

## 関連誌
従来の別冊・増刊など各誌の再編が始まり、1983年には姉妹誌の季刊『LaLa DELUXE』（のち『LaLa DX』）が創刊。
他方、それまでの『LaLa大増刊』を引き継いで同1985年夏に登場した『LaLaスペシャルWendy』は、翌1986年夏に『LaLaスペシャルCindy』に改題し、1987年には短編特集の増刊『Short Stories』も登場するなど、約2年間にわたって題号や発行周期に混乱が見られたが、1988年に季刊の『LaLa Club』（『LaLa SPRING Club』など）に一本化して1990年まで刊行した。1991年には『LaLa'』に再改題して計3回刊行したのを最後に、季刊増刊誌は一時消滅した。
のち『Lunatic LaLa』（1994年-1996年、年2回刊）、『LaLaスペシャル』（2004年-2010年、初期は年刊・後期は不定期刊）などが登場している。
年代別関連誌
- LaLa大増刊（1979年[6] - ：不定期刊[6]）
- LaLa DELUXE（1983年：単発刊行[6]、1985年 - 1986年：不定期刊）[88][89][90] →1987年に『LaLa DX』に誌名変更[6]
- 別冊LaLa（1982年[6] - 1984年：季刊[6]、1984年[6] - 1985年[6]：隔月刊[6]）[91][92]
- My LaLa（1984年 - 1985年：不定期刊）[93]
- LaLa DX（1987年 - 1995年：季刊、1995年 - 刊行中：隔月刊）[89][90]
- LaLaスペシャルWendy（1985年[6] - 1986年：不定期刊）[94] →1986年に『LaLaスペシャルCindy』に誌名変更[6]
- LaLaスペシャルCindy（1986年 - 1988年：季刊）[95]
- LaLa CLUB（1989年[6] - ）
- LaLa’（ララダッシュ）（1991年[6] - ：不定期刊[6]）
- LunaticLaLa（1994年[6] - ：不定期刊[6]）
- LaLa Special（2004年[6] - ：不定期刊[6]）
- 黒LaLa（2011年[6][96]：単発刊行）
- 白LaLa（2011年[6][97]：単発刊行）
- トリコロールLaLa（2012年[6]）：『青LaLa』[6][98]、『赤LaLa』[6][99]、『白LaLa』[6][100]の3号が刊行。
- AneLaLa（2013年[101] - 2014年[102]：季刊、2014年[103] - 2017年[104]：隔月刊）：季刊時代は1月・4月・7月・10月発行の前月5日発売。隔月刊時代は偶数月発行の前月5日発売。2013年6月5日発売の2013年『LaLa』7月号増刊（創刊号）から[101]2014年6月5日発売の『LaLa』7月号増刊まで季刊[102]。2014年9月5日発売の10月号より隔月刊[103]。2017年9月5日発売の10月号で休刊[105]、WEBへ移行したが2018年7月19日配信のVol.29で終了[106]。
- LaLaファンタジー（2013年[6]）
- ××LaLa（2021年[107] - ）：電子雑誌[107]。2021年3月24日配信開始[107]。
- 異世界転生LaLa（2022年[108] - ）：電子雑誌[108]。2022年4月1日配信開始[108]。「悪役令嬢、騎士、転生、聖女」など、ファンタジーに焦点を当てたオリジナルの作品を掲載[108]。